# Castelletto Monferrato
Castelletto Monferrato – miejscowość i gmina we Włoszech, w regionie Piemont, w prowincji Alessandria.
Według danych na styczeń 2010 gminę zamieszkiwało 1570 osób przy gęstości zaludnienia 166,5 os./1 km².